# Moonspell
Moonspell é uma banda de metal gótico da Brandoa, Amadora, Portugal, formada em 1992.
O grupo lançou o seu primeiro EP, Under the Moonspell, em 1994 e seguiu com o seu álbum de estreia, Wolfheart, um ano depois. Rapidamente se tornaram a banda de metal mais reconhecida em Portugal e uma figura chave do metal gótico. Fernando Ribeiro é cofundador, cantor e compositor da banda.
A consagração e o sucesso em Portugal chegaram com o seu álbum Sin/Pecado de 1998. Darkness and Hope (2001) confirmou esse sucesso e com Memorial (2006), o grupo tornou-se também a primeira banda de metal portuguesa a ter um disco certificado Ouro. São também populares na Alemanha, onde os seus álbuns entram consistentemente no Top 100.

## História

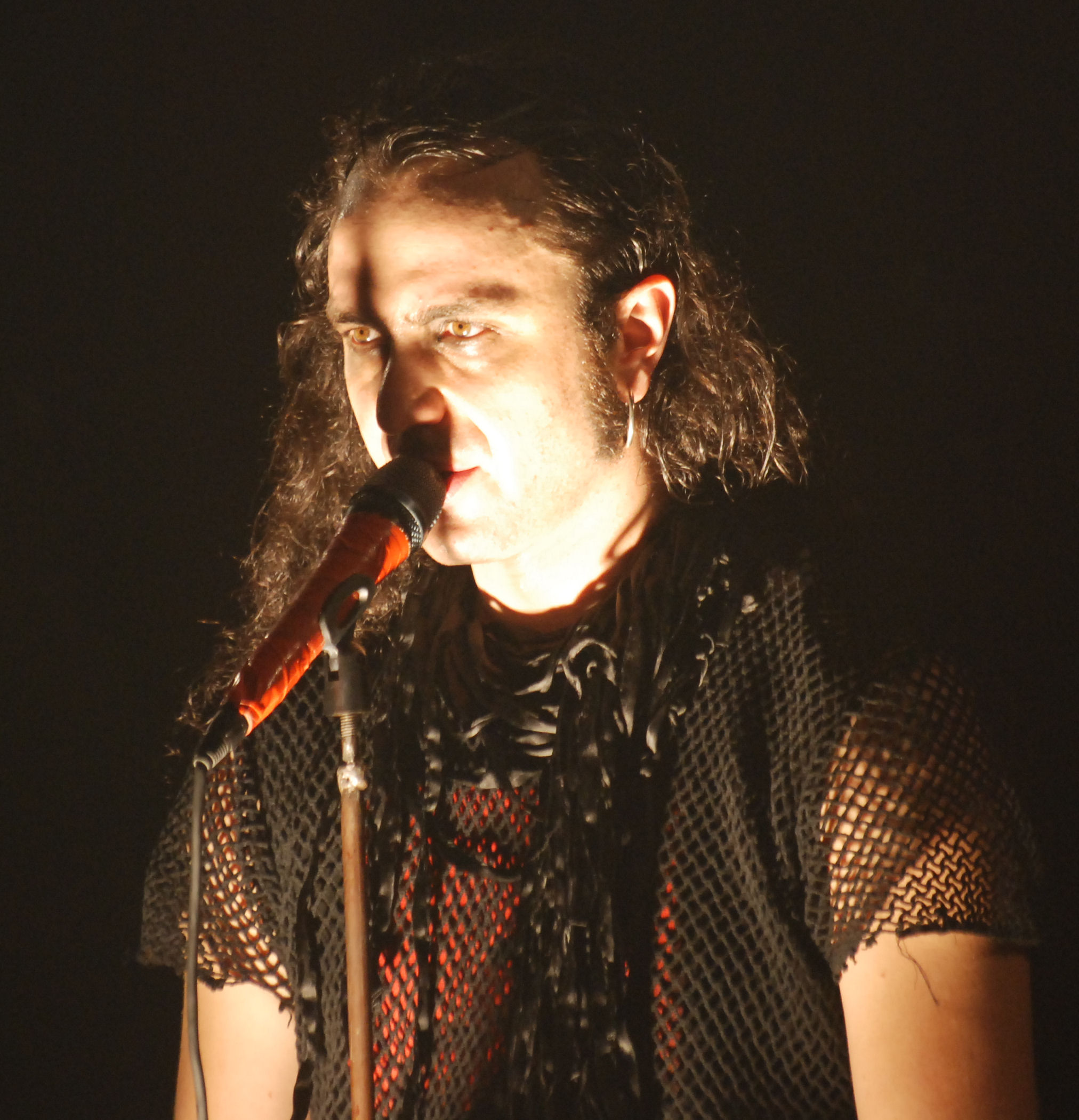
Fernando Ribeiro em concerto,

No ano de 1989 na Brandoa, na cidade da Amadora surgiam os Morbid God, uma banda ainda inexperiente, sem bons instrumentos e sem um bom local para ensaiar. Só no ano seguinte é que seria registada em estúdio a primeira música da banda, no formato de promo tape e com o título de "Serpent Angel". 
A banda só conseguiu estabilizar-se em 1992, lançando a sua primeira demo tape. Na época tocavam apenas black metal.
Contudo, foi nesse mesmo ano de 1992 que a banda mudou o nome para Moonspell. Sendo os seus membros fundadores: Duarte Picoto (Aka:Mantus), Fernando Ribeiro (Aka:Langsuyar), João Pereira (Aka: J.M. Tanngrisnir), João Pedro Escoval (Aka:Tetragrammaton/Ares), Luís Lamelas (Aka: Malah/Fenrir), Pedro Paixão e Miguel Gaspar (Aka: Mike/Nisroth). 
Em 1993 gravaram a demo Anno Satanae, que lhes garantiu um contrato com a editora francesa Adipocere Records para a gravação de um EP que foi editado um ano depois com o nome Under the Moonspell. Em 1995, e já na Century Media Records, editaram o seu primeiro CD, intitulado Wolfheart. Neste CD, quebraram com o seu antigo estilo, black metal, para produzirem um CD gótico com influências de Folk e Black Metal. O CD foi um sucesso, o que colocou finalmente os Moonspell na cena do metal internacional. O trabalho seguinte, Irreligious, foi lançado em 1996, cujo single, Opium (música inspirada no poema Opiário de Álvaro de Campos, heterónimo de Fernando Pessoa), continua a ser uma das músicas mais conhecidas dos Moonspell. 
Em 1998, é lançado o álbum Sin/Pecado, com elementos electrónicos a serem adicionados ao som da banda, num trabalho experimental. Paralelamente, nesse mesmo ano, nasce o projecto Daemonarch. No projecto, de puro black metal, o vocalista Fernando Ribeiro e os outros membros dos Moonspell, com excepção do baterista Mike Gaspar, editam o álbum Hermeticum. Em seguida, em 1999, viria o The Butterfly Effect (banda), elevando ainda mais essa face experimental/electrónica.
Em 2001, o álbum Darkness and Hope aparece com uma sonoridade gótica e apresenta o single Nocturna, uma das músicas do repertório da banda mais aclamadas e ouvidas. The Antidote (2003), um trabalho feito a duas mãos com o escritor José Luís Peixoto, é um álbum mais agressivo, tido por alguns fãs como o melhor álbum de sempre da banda.
Em 2006, já com contrato com a SPV GmbH, é lançado o álbum Memorial que atingiu o top português na primeira semana, levando a banda a garantir o seu primeiro Disco de Ouro no seu país por vendas superiores a 10.000 exemplares. Adjuvados pelo sucesso do último álbum, os Moonspell ganharam em Novembro de 2006 o prémio de Best Portuguese Act dos MTV Europe Music Awards. Em 2007 editam um novo álbum, intitulado Under Satanae, composto por regravações das primeiras demos, incluíndo o Under the Moonspell. Também em 2007 editam o seu primeiro "Best Of" intitulado The Great Silver Eye.
A 19 de Maio de 2008 sai o nono álbum da banda com o nome Night Eternal seguido, em Dezembro do mesmo ano, pelo muito aguardado duplo CD e DVD Lusitanian Metal contendo várias gravações ao vivo desde o início da banda até 2004 e ainda uma entrevista.

### Atualidade

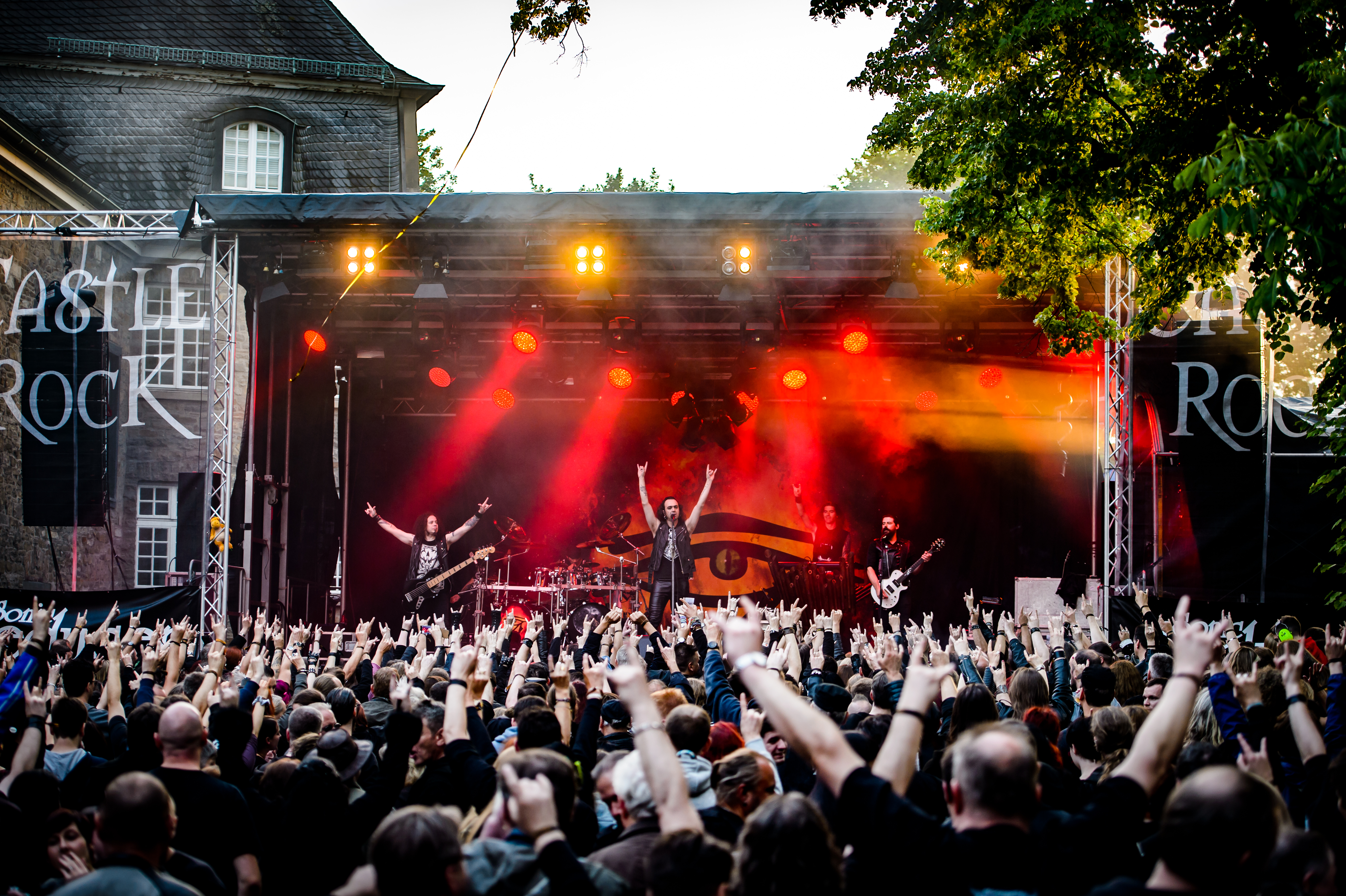
Moonspell no Castle Rock 2017

Alpha Noir/Omega White, o décimo álbum de estúdio da banda e com nova chancela - Napalm Records -, é lançado a 27 de Abril de 2012. A apresentação do duplo álbum, e a celebração dos 20 anos da banda, foi marcada com um concerto especial em Lisboa, dia 12 de Maio, no Campo Pequeno, que marcou, também, o arranque da digressão mundial da banda, Into Darkness. No início de 2013, a banda publica o livro fotobiográfico XX Anos Moonspell - 20 anos.
Em Março de 2015 saiu o décimo primeiro álbum de originais dos Moonspell, intitulado Extinct, que contém o single Domina, uma das melhores músicas da banda dos últimos 10 anos.

## Influência da cultura portuguesa
As influências portuguesas podem ser encontradas na música dos Moonspell, na sua maior parte através dos poemas líricos. Embora a maioria de suas canções sejam em inglês, as canções “Trebaruna”, “Alma Mater” e “Atægina” do álbum  Wolfheart; “Full Moon Madness” do álbum Irreligious; “Than the Serpents in my Arms” do Darkness and Hope são cantadas em português ou tem características da cultura/ língua portuguesa. Na música "Chorai Lusitânia", de Under the Moonspell, é possível ouvir arranjos de guitarra portuguesa tradicionais.
As músicas “Trebaruna” e “Ataegina” são sobre as deusas da mitologia lusitana.
Os primeiros quatro versos de “Than the Serpents in my Arms” foram escritos por Mário Cesariny. Os Moonspell regravaram a canção “Os Senhores da Guerra” dos Madredeus. Em 2017, lançaram o álbum 1755 que faz referência ao ano em que no dia 1º de Novembro (dia de todos os Santos) ocorreu o grande Sismo de Lisboa de 1755, seguido de um tsunami que fez entre 60 mil a 90 mil vítimas em Lisboa e é totalmente cantado em português.

## Membros

### Hoje
- Fernando Ribeiro - Voz (desde 1989)
- Ricardo Amorim - Guitarra (desde 1995)
- Pedro Paixão - Teclado e Guitarra (desde 1994)
- Aires Pereira - Baixo (desde 2007) (baixista de estúdio no álbum Under Satanae e baixista ao vivo)
- Hugo Ribeiro - Bateria (desde 2020)

### Antigos
- Mantus - Guitarra (1990-1995)
- Malah - Guitarra (1992-1993)
- Tanngrisnir - Guitarra (1993-1995)
- Baalberith - bateria (1989-1992)
- Ares - Baixo (1989-1997)
- Sérgio Crestana - Baixo (1997-2003)
- Niclas Etelävuori - Baixo (2003 e 2008) (baixista de estúdio nos álbuns The Antidote e Night Eternal)
- Waldemar Sorychta - Baixo (2006) (produtor e baixista de estúdio no álbum Memorial)
- Mike Gaspar - Bateria (1992-2020)

## Discografia
Entre a sua discografia encontram-se: 
| - Wolfheart (1995) - Irreligious (1996) - Sin/Pecado (1998) - The Butterfly Effect (1999) - Darkness and Hope (2001) - The Antidote (2003) - Memorial (2006) - Under Satanæ (2007) - Night Eternal (2008) - Alpha Noir/Omega White (2012) - Extinct (2015) - 1755 (2017) - Hermitage (2021) | - The Great Silver Eye'' (2007) - Lusitanian Metal - ao vivo (2008) - Lisboa Under The Spell - ao vivo (2018) - Under the Moonspell (1994) - 2econd Skin (1997) - Opium (2016) - Scorpion Flower (2019) - Morbid God (1992) - Anno Satanae (1993) - Lusitanian Metal'' (2008) - Lisboa Under The Spell'' (2018) |